# Константинов, Всеволод Валентинович
Все́волод Валенти́нович Константи́нов (род. 18 августа 1975 года, Пенза, СССР) — российский психолог, доктор психологических наук (2018), профессор (2020), профессор РАО (2024), заведующий кафедрой общей психологии Пензенского государственного университета.

## Биография
Родился 18 августа 1975 года в Пензе в семье врачей. Учился в Пензенской классической гимназии № 1 им. В. Г. Белинского, которую окончил в 1992 году.
В 1999 году окончил факультет психологии и социальной работы ПГПУ имени В. Г. Белинского.
В 2004 году защитил кандидатскую диссертацию на тему «Зависимость успешности социально-психологической адаптации вынужденных мигрантов к новым условиям жизни от типа проживания».
В 2015 году читал курс лекций «Миграционные процессы в России за последние 30 лет» для студентов и сотрудников Стокгольмского университета (Швеция).
В 2018 году защитил диссертацию на соискание ученой степени доктора психологических наук на тему «Социально-психологическая адаптация мигрантов в принимающем поликультурном обществе». В 2020 году присвоено ученое звание профессора по научной специальности «Социальная психология». Является членом диссертационных советов Д 212.243.14 при ФГБОУ ВО «Саратовский государственный университет им. Н. Г. Чернышевского», «Пензенский государственный университет» и «Балтийский федеральный университет имени Иммануила Канта».

## Научно-исследовательская деятельность
В круг научных интересов входят проблемы адаптации мигрантов и беженцев в новых условиях жизни, психологические аспекты культурной трансмиссии, социально-психологические аспекты дезадаптации личности, трансформация идентичности мигранта, этническая принадлежность, методологические проблемы этнопсихологии, принимающее население, проблемы аддиктивного поведения.
Разработал новую научную концепцию социально-психологической адаптации мигрантов в поликультурном обществе, предложил оригинальную типологию адаптационных процессов.
Является главным редактором электронного научного журнала «Пензенский психологический вестник», членом редакционной коллегии журнала «Известия Саратовского университета. Новая серия. Серия Акмеология образования. Психология развития», а также членом редколлегий журналов Frontiers in Psychology / Health Psychology, Frontiers in Psychiatry / Anxiety and Stress Disorders, Journal of Loss and Trauma, EC Neurology, Psychological Trauma: Theory, Research, Practice, and Policy и членом рецензионного совета журналов Behavioral Sciences и European Journal of Investigation in Health, Psychology and Education. Приглашённый редактор специальных выпусков ряда международных научных изданий.
Член Федерального учебно-методического объединения в сфере высшего образования по УГСН 37.00.00 «Психологические науки» и ФУМО ВО 44.00.00 «Образование и педагогические науки».
Член Экспертного совета Российского научного фонда по конкурсам проектов молодых ученых (с 2025 года).
Принимает участие в научных конференциях, конгрессах, форумах, семинарах, как в России, так и за рубежом (США, Англия, Китай, Швеция, Израиль, Япония), где выступает в качестве докладчика, члена орг. комитета, программного комитета.
Публикуется в СМИ по проблемам социальной психологии, этнопсихологии, миграционным процессам
Подготовил 13 кандидатов психологических наук.
а) по специальности 19.00.05 Социальная психология (психологические науки):
— Анисимова Ольга Викторовна. Социально-психологические факторы предрасположенности личности к отказу от политического выбора: диссертация на соискание ученой степени канд. психол. наук. Место защиты: Саратовский государственный университет им. Н. Г. Чернышевского. 2010;
— Бабаева (Вершинина) Марина Владимировна. Особенности этнической идентичности мигрантов-армян в зависимости от длительности их проживания в инокультурной среде и вовлеченности в деятельность национальной общины: диссертация на соискание ученой степени канд. психол. наук. Место защиты: Саратовский государственный университет им. Н. Г. Чернышевского. 2012;
— Елисеева Жанна Михайловна. Типологическая обусловленность личностных отношений имиджевыми изменениями в организациях: диссертация на соискание ученой степени канд. психол. наук. Место защиты: Костромской государственный университет имени H. A. Некрасова. 2013;
— Богатова Елена Борисовна. Факторы социально-психологической устойчивости избирателей к информационно-психологическим предвыборным воздействиям: диссертация на соискание ученой степени канд. психол. наук. Место защиты: Костромской государственный университет имени H. A. Некрасова. 2015;
— Бузыкина Юлия Сергеевна. Взаимосвязь переживания экстремистско-террористической угрозы и социально-психологических характеристик представителей разных поколений (на материалах Пензенской и Волгоградской областей): диссертация на соискание ученой степени канд. психол. наук. Место защиты: Саратовский государственный университет им. Н. Г. Чернышевского. 2015;
— Гордеева Марина Александровна. Особенности эмоционального выгорания государственных служащих в моно- и полиэтнических коллективах: диссертация на соискание ученой степени канд. психол. наук. Место защиты: Саратовский государственный университет им. Н. Г. Чернышевского. 2015;
— Осин Роман Викторович. Особенности отношения к образу трудового мигранта в условиях медиа-воздействия у представителей различных социально-демографических групп: диссертация на соискание ученой степени канд. психол. наук. Место защиты: Курский государственный университет. 2015;
— Камшуков Андрей Викторович. Социально-психологические характеристики личности, принимающей решение о прохождении психофизиологического обследования по детекции лжи с использованием аппаратных методов (полиграфа): диссертация на соискание ученой степени канд. психол. наук. Место защиты: Саратовский государственный университет им. Н. Г. Чернышевского. 2020;
— Климова Екатерина Александровна. Взаимосвязь социально-психологической адаптированности детей и характеристик детско-родительских отношений в семьях мигрантов: диссертация на соискание ученой степени канд. психол. наук. Место защиты: Саратовский государственный университет им. Н. Г. Чернышевского. 2022;
б) по специальности 19.00.07 Педагогическая психология (психологические науки):
— Романова Марина Владимировна. Личностные факторы развития профессиональной рефлексии студентов, будущих педагогов-психологов, в процессе обучения в вузе: диссертация на соискание ученой степени канд. психол. наук. Место защиты: Курский государственный университет. 2014;
— Мали Наталья Александровна. Особенности школьной адаптации детей из семей вынужденных мигрантов: диссертация на соискание ученой степени канд. психол. наук. Место защиты: Саратовский государственный университет им. Н. Г. Чернышевского. 2017;
— Иванчин Сергей Анатольевич. Формирование адаптационной готовности к учебной деятельности у иностранных студентов в условиях вузовского образования: диссертация на соискание ученой степени канд. психол. наук. Место защиты: Саратовский государственный университет им. Н. Г. Чернышевского. 2021;
б) по специальности 5.3.5 Социальная психология, политическая и экономическая психология (психологические науки):
— Путилова Наталья Викторовна. Трансформация характеристик идентичности иностранных студентов в процессе социокультурной адаптации: диссертация на соискание ученой степени канд. психол. наук. Место защиты: Саратовский государственный университет им. Н. Г. Чернышевского. 2024.

## Научные работы
Автор более 200 научных и учебно-методических работ, в том числе 7 монографий и 10 учебных пособий:
- Константинов В. В. Социально-психологическая адаптация мигрантов: теория и эмпирические исследования. — Москва : Перо, 2018. — 235 с. ISBN 978-5-00122-557-7
- Константинов В. В. Психология экстремизма. — Москва : Перо, 2019. (в соавт.) — 253 с. ISBN 978-5-00122-932-2
- Константинов, В. В. Социально-психологические характеристики адаптации мигрантов в современных условиях : Пензенский гос. пед. ун-т им. В. Г. Белинского. — Пенза : 2007. — 187 с. ISBN 978-5-94321-100-3
- Миграционные процессы и проблемы адаптации / [А. А. Бучек и др.]; отв. ред. В. В. Константинов. — Пенза : Изд-во ПГПУ им. В. Г. Белинского, 2009. — 183 с. ISBN 978-5-94321-152-2
- Константинов В. В. Социально-психологическая и социокультурная адаптация соотечественников в России: технологии оптимизации : Пензенский гос. педагогический ун-т им. В. Г. Белинского. — Пенза, 2008. (в соавт.) — 147 с. ISBN 978-5-94321-119-5
- Константинов В. В. Социально-психологический анализ феномена расставания мигрантов с родиной : Пензенский гос. пед. ун-т им. В. Г. Белинского. — Пенза, 2010. (в соавт.) — 99 с. SBN 978-5-94321-154-6
- Константинов, В.В. В чужой стране: Социально-психологическая адаптация трудовых мигрантов в России /Монография/ В. В. Константинов, Р. В. Осин, М. В. Бабаева, Е. Б. Бедрина, Е. Б. Кирдяшова, Е. А. Климова. Под научной редакцией В. В. Константинова. Москва: «Перо», 2022. — 185 с.[34].

- Константинов В. В. Основы общей психологии: мышление, память, внимание : Учеб.-метод. пособие. — Пенза : Изд-во ПГТУ им. В. Г. Белинского, 2005. — 75 с.; ISBN 5-94321-048-2
- Константинов В. В. Практикум по психологии личности. — Саратов, Пенза : ПГПУ им. В. Г. Белинского, 2006. — 71 с. ISBN 5-93888-938-3
- Константинов В. В. История психологии : учебное пособие. Пензенский гос. педагогический ун-т им. В. Г. Белинского. — Пенза : 2007. — 143 с. SBN 978-5-94321-113-3
- Константинов В. В. История психологии : учебное пособие по специальности «Педагогика и психология» на базе высшего профессионального образования. — Пенза : Изд-во ПГПУ им. В. Г. Белинского, 2011. — 175 с.; 21 см; ISBN 978-5-94321-219-2
- Психологическая адаптация: опыт исследования и диагностика : учебное пособие / В. В. Константинов, И. А. Красильников. — Пенза: ПГПУ им. В. Г. Белинского, 2008. — 159 с. ISBN 978-5-94321-125-6
- Константинов В. В. История психологической мысли : учебное пособие. — Пенза : ПГПУ им. В. Г. Белинского, 2009. (в соавт.) — 175 с. ISBN 978-5-94321-130-0
- Константинов В. В. Психология межличностных отношений : учебно-методическое пособие / Министерство науки и высшего образования Российской Федерации, Федеральное государственное бюджетное образовательное учреждение высшего образования «Пензенский государственный университет». — Пенза : Изд-во ПГУ, 2019. — 68 с. ISBN 978-5-907185-64-7
- Константинов В. В. Социальная психология : учебное пособие / Министерство науки и высшего образования Российской Федерации, Федеральное государственное бюджетное образовательное учреждение высшего образования «Пензенский государственный университет» (ПГУ). — Пенза : Изд-во ПГУ, 2019. — 174 с. ISBN 978-5-907185-62-3
- Константинов В. В. Психология межгрупповых отношений : учебно-методическое пособие / Министерство науки и высшего образования Российской Федерации, Федеральное государственное бюджетное образовательное учреждение высшего образования «Пензенский государственный университет» (ПГУ). — Пенза : Изд-во ПГУ, 2019. (в соавт.) — 68 с. ISBN 978-5-907185-63-0
- Константинов, В. В. Психология экстремизма и терроризма : учебное пособие для вузов / В. В. Константинов, Р. В. Осин. — 2-е изд., перераб. и доп. — Москва : Издательство Юрайт, 2023. — 211 с. — (Высшее образование). — ISBN 978-5-534-17251-5

- Konstantinov, V. (2017). The Role of the Host Local Population in the Process of Migrants’ Adaptation. Social Sciences, 6 (3), 92. doi:10.3390/socsci6030092
- Gritsenko, V. V., Khukhlaev, O. E., Zinurova, R. I., Konstantinov, V. V., Kulesh, E. ., Malyshev, I. V., … Chernaya, A. V. (2021). Intercultural Competence as a Predictor of Adaptation of Foreign Students. Cultural-Historical Psychology, 17(1), 102—112. doi:10.17759/chp.2021170114
- Khukhlaev O.E., Аlexandrova E.A., Gritstnko V.V., Konstantinov V.V., Kuznetsov I.M., Pavlova O.S., Ryzhova S.V., Shorokhova V.A. Religious Group Identification and Ethno-National Attitudes in Buddhist, Muslim and Orthodox Youth. Kul’turno-istoricheskaya psikhologiya [Cultural-Historical Psychology], 2019. Vol. 15, no. 3, pp. 71-82. doi:10.17759/chp.2019150308
- Gritsenko, V., Konstantinov, V., Reznik, A., & Isralowitz, R. (2020). Russian Federation medical student knowledge, attitudes and beliefs toward medical cannabis. Complementary Therapies in Medicine, 48, 102274. doi:10.1016/j.ctim.2019.102274
- Reznik, A., Gritsenko, V., Konstantinov, V. et al. COVID-19 Fear in Eastern Europe: Validation of the Fear of COVID-19 Scale. Int J Ment Health Addiction (2020). https://doi.org/10.1007/s11469-020-00283-3
- Gritsenko, V., Skugarevsky, O., Konstantinov, V., Khamenka, N., Marinova, T., Reznik, A., & Isralowitz, R. (2020). COVID 19 Fear, Stress, Anxiety, and Substance Use Among Russian and Belarusian University Students. International Journal of Mental Health and Addiction. doi:10.1007/s11469-020-00330-z
- Isralowitz, R., Khamenka, N., Konstantinov, V., Gritsenko, V., & Reznik, A. (2020). Fear, Depression, Substance Misuse and Related Conditions among Multi-National Medical Students at the Peak of the COVID-19 Epidemic. Journal of Loss and Trauma, 1-4. doi:10.1080/15325024.2020.1799521
- Suchomlinov, A., Konstantinov, V., & Purlys, P. (2020). Associations between depression, height and body mass index in adolescent and adult population of Penza city and oblast, Russia. Journal of Biosocial Science, 1-5. doi:10.1017/s0021932020000401
- Reznik, A., Gritsenko, V., Konstantinov, V. et al. First and Second Wave COVID-19 Fear Impact: Israeli and Russian Social Work Student Fear, Mental Health and Substance Use. Int J Ment Health Addiction (2021). https://doi.org/10.1007/s11469-020-00481-z
- Konstantinov, V., Reznik, A., Zangeneh, M., Gritsenko, V., Khamenka, N., Kalita, V., & Isralowitz, R. (2021). Foreign Medical Students in Eastern Europe: Knowledge, Attitudes and Beliefs about Medical Cannabis for Pain Management. International Journal of Environmental Research and Public Health, 18(4), 2137. doi:10.3390/ijerph18042137
- Konstantinov, V., Gritsenko, V., Reznik, A., & Isralowitz, R. (2022). The Impact of COVID-19 on Health and Well-Being: Foreign Medical Students in Eastern Europe. Social Sciences, 11(9), 393.
- Хухлаев О. Е., Александрова Е. А., Гриценко В. В., Константинов В. В., Кузнецов И. М., Павлова О. С., Шорохова В. А. (2019). Идентификация религиозных групп и этнонациональные установки в буддийской, мусульманской и православной молодежи // Культурно-историческая психология, 15 (3), 71-82.DOI: 10.17759 / chp.2019150308
- Гриценко В., Хухлаев О., Константинов В., Рыжова С. (2018).Структура религиозной идентичности современной православной молодежи // Психологический журнал, 39 (4), 95-104.DOI: 10.31857 / s020595920000074-7
- Константинов, В., Ковалева Н. (2013). Расставание с родиной как социально-психологическая проблема миграции // Психологический журнал, Т.34, № 5. С. 3-15.
- Константинов В., Мали Н. Особенности психологической адаптации младших школьников, вынужденно покинувших территорию Украины // Начальная школа. 2016. № 2. С. 32-35.
- Константинов В. В. Стратегии поведения мигрантов в процессе их социально-психологической адаптации к новым условиям жизни // Мир науки, культуры, образования. 2018. № 2 (69). — С. 56-71.
- Константинов В. В. Социально-психологическая адаптация мигрантов в принимающем сообществе: условия, периоды, эффекты // Новое в психолого-педагогических исследованиях. № 2 (46). 2017. С.108 — 115.
- Константинов В. В. Социально-психологическая адаптация мигрантов в принимающем поликультурном сообществе: системно-динамический подход // Актуальные проблемы психологического знания. № 2 (43). 2017. C. 75—83.
- Константинов В. В., Бузыкина Ю. С. Переживание экстремистско-террористической угрозы и социально-психологические характеристики личности // Психологический журнал. 2016. Т. 37. № 3. — С. 25-38.
- Константинов В. В., Ганин В. В. Особенности связи механизмов психологической защиты с копинг-стратегиями у иностранных студентов российского ВУЗа // Общество: социология, психология, педагогика. 2016. № 12. С. 93-96.
- Константинов В. В., Лапшина Т. В. Отношение к мигрантам представителей принимающего сообщества в зависимости от типа проживания мигрантов // Мир науки. 2016. Т.4. № 4. С.44.
- Константинов В. В., Камшуков А. В. Социально-психологические особенности людей, отказывающихся проходить опрос с использованием полиграфа // Психология и право. 2016. Т.6. № 4. С. 166—176.
- Константинов В. В., Осин Р. В. Особенности отношения к образу трудового мигранта в СМИ // Гуманитарные, социально-экономические и общественные науки. 2014. № 9. С. 49-52.
- Константинов В. В., Осин Р. В. Иностранные студенты российских вузов в условиях пандемии COVID-19: социальная тревога и психоэмоциональное состояние // Мониторинг общественного мнения: экономические и социальные перемены. 2022. No 6. С. 265—280.
- Муращенкова Н. В., Гриценко В. В., Калинина Н. В., Ефременкова М. Н., Кулеш Е. В., Константинов В. В., Гуриева С. Д., Маленова А. Ю. Этническая, гражданская и глобальная идентичности как предикторы эмиграционной активности студенческой молодежи Беларуси, Казахстана и России // Культурно-историческая психология. 2022. Том 18. № 3. С. 113—123. DOI:10.17759/chp.2022180314
- Хухлаев О. Е., Гриценко В. В., Дагбаева С. Б., Константинов В. В., Корниенко Т. В., Кулеш Е. В., Тудупова Т. Ц. Межкультурная компетентность и эффективность межкультурного взаимодействия // Экспериментальная психология. 2022. Т. 15. № 1. С. 88-102. DOI: 10.17759/exppsy.2022150106
- Гриценко В. В., Резник А. Д., Израйловиц Р., Константинов В. В., Гужва И. В. Ценности как психологический ресурс студентов России и Казахстана при совладании со страхом перед COVID-19 // Экспериментальная психология. 2023. Том 16. № 1. С. 119—135. DOI: 10.17759/exppsy.2023160107
- Zolotareva, A., Khegay, A., Voevodina, E., Kritsky, I., Ibragimov, R., Nizovskih, N., Konstantinov, V., Malenova, A., Belasheva, I., Khodyreva, N., Preobrazhensky, V., Azanova, K., Sarapultseva, L., Galimova, A., Atamanova, I., Kulik, A., Neyaskina, Y., Lapshin, M., Mamonova, M., … Osin, E. (2023). Somatic burden in Russia during the COVID-19 pandemic. PLOS ONE, 18(3), e0282345.
- Константинов В. В., Осин Р. В. Социальная и этническая идентичность подростков-мигрантов // Институт психологии Российской академии наук. Социальная и экономическая психология. 2023. Т. 8. № 2 (30). С. 36-56.
- Константинов В. В. Седьмая международная научно-практическая конференция «Актуальные проблемы исследования массового сознания» // Психологический журнал. 2023. Т. 44. № 3. С. 110—114.
- Bashkin, E. B., Kameneva, G. N., Konstantinov, V., Novikova, I. A., Pilishvili, T. S., Rushina, M. A., & Shlyakhta, D. A. (2025). Time Perspective, Psychological Well-Being and Attitudes to Seeking Mental Health Services in Russian Y and Z Generations. European Journal of Investigation in Health, Psychology and Education, 15(5), 67. doi.org/10.3390/ejihpe15050067